# Ann Clwyd
Ann Clwyd (n. 21 martie 1937, Denbighshire, Țara Galilor, Regatul Unit – d. 21 iulie 2023, Cardiff, Țara Galilor, Regatul Unit) a fost un om politic britanic, membru al Parlamentului European în perioada 1979-1984 din partea Regatului Unit.